# Bodie Island
Pour les articles homonymes, voir Bodie.
Bodie Island est une longue et étroite presqu'île qui forme la partie la plus septentrionale des Outer Banks de Caroline du Nord. La terre qui est la plus communément appelée île de Bodie a été à un moment une véritable île, cependant le grau qui la sépare de Currituck Banks au nord est fermé. En conséquence, Currituck Banks et Bodie Island sont maintenant une péninsule contiguë.

Ancienne station de garde-côtes, inscrite au Registre national des lieux historiques.
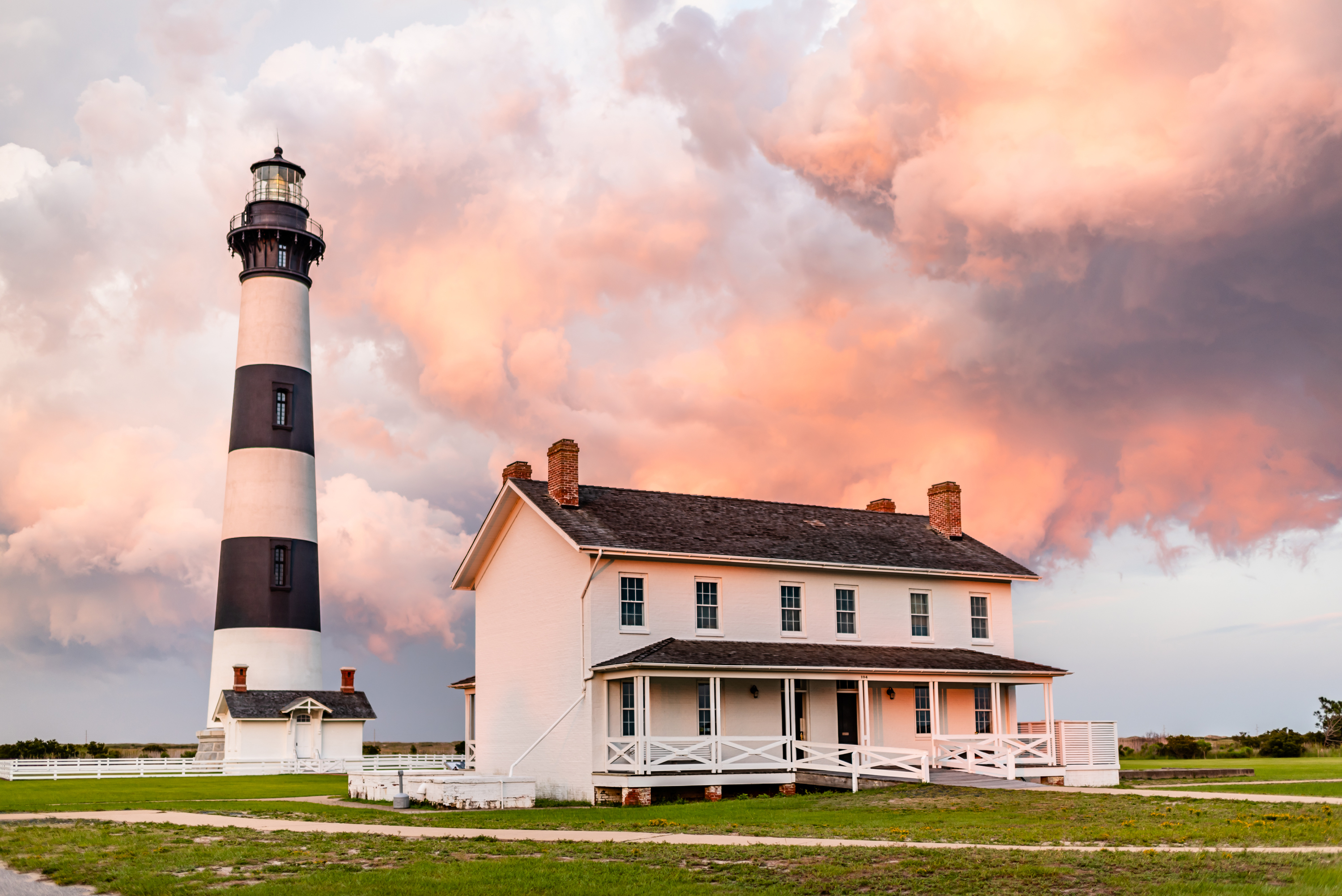
Le phare de Bodie Island avec sa maison. Aout 2019.